# Harpyia albida
Harpyia albida är en fjärilsart som beskrevs av Daniel 1932. Harpyia albida ingår i släktet Harpyia och familjen tandspinnare. Inga underarter finns listade i Catalogue of Life.